# Кросьниця (річка)
Кросьниця (пол. Krośnica) — гірська річка в Польщі, у Новоторзький повіті Малопольського воєводства на Лемківщині. Ліва притока Дунайця, (басейн Балтійського моря).

## Опис
Довжина річки 12 км, найкоротша відстань між витоком і гирлом — 8,11  км, коефіцієнт звивистості річки — 1,48 . Формується притоками, багатьма безіменними струмками та частково каналізована. Річка тече у гірському масиві П'єніни та Пієнінському національному парку.

## Розташування
Бере початок на південно-західних схилах гори Любань (1211,1 м) на висоті 1100 м над рівнем моря (гміна Кросьценко-над-Дунайцем). Спочатку тече переважно на південний схід через Кросьницю, Білий Потік, далі повертає на північний схід і у селі Кросьценко-над-Дунайцем впадає у річку Дунаєць, праву притоку Вісли.
Населені пункти вздовж берегової смуги: Чорштин, Галушова, Тилька, Кросьценко.

## Притоки
- Вонський Потік, Поленицький Потік, Сосновий Потік (ліві).[3]

## Цікаві факти
- Понад річкою пролягають туристичні шляхи, яки на мапі значаться кольором: синім (Вежа огляду на Любані — Майданчик огляду на Татри), зеленим (Вежа огляду на Любані — Гривадьд), червоним (База наметів на Любані — Маршалек (825 м) — Кросьценко-над-Дунайцем) та жовтим (Кросьценко-над-Дунайцем — Байкув Грунь 716 м)).[5]
- У XIX столітті на річці працювало 2 водяні млини.[3]
- На правому березі річки за 2,19 км розташований Чорштинський замок на Чорштинському водосховищі.